# Boutonne
Die Boutonne ist ein Fluss in Frankreich, der in der Region Nouvelle-Aquitaine verläuft. Sie entspringt mitten im Ort Chef-Boutonne, entwässert generell in südwestlicher Richtung und mündet nach rund 99 Kilometern bei Carillon, im Gemeindegebiet von Cabariot, als rechter Nebenfluss in die Charente. Auf ihrem Weg durchquert die Boutonne die Départements Deux-Sèvres und Charente-Maritime.

## Schifffahrt
Die Boutonne ist von ihrer Mündung bis Saint-Jean-d’Angély auf einer Länge von etwa 31 Kilometern kanalisiert und mit Schiffen befahrbar. Sie verfügt über 4 Schleusen für die Schiffsnorm Becquey (30,50 × 5,50 m), sowie ein mobiles Wehr bei der Mündung, das schon den Gezeiten ausgesetzt ist und nur bei bestimmten Tidenständen geöffnet werden kann. Die Frachtschifffahrt hat keine Bedeutung mehr, der Tourismus mit Sport- und Hausbooten ist hierher aber noch kaum vorgedrungen.

## Orte am Fluss
- Chef-Boutonne
- Brioux-sur-Boutonne
- Chizé
- Dampierre-sur-Boutonne
- Courcelles
- Saint-Jean-d’Angély
- La Vergne
- Tonnay-Boutonne